# Sud Aviation
Sud Aviation — нині неіснуюча французька авіафірма. Створена 1 березня 1957 року в результаті об'єднання авіапідприємств SNCASE (Sud-Est) і SNCASO. Припинила існування 1970 року в результаті злиття з державними підприємствами Nord Aviation і Société d études et de réalisation d engins balistiques (SÉREB), в результаті чого виникла компанія Aérospatiale. Після злиття більша частина розробок Sud Aviation випускалася під маркою Aérospatiale.

## Продукція

### Літаки
- Sud Aviation Caravelle
- Concorde (спільно з British Aircraft Corporation)
- Vulture II
- SE.116 Voltigeur
- T-28S Fennec

### Вертольоти
- SA 315B Lama
- SA 316/SA 319 Alouette III
- SA 321 Super Frelon
- SA 330 Puma
- SA 341/SA 342 Gazelle
- Lynx